# MVRDV

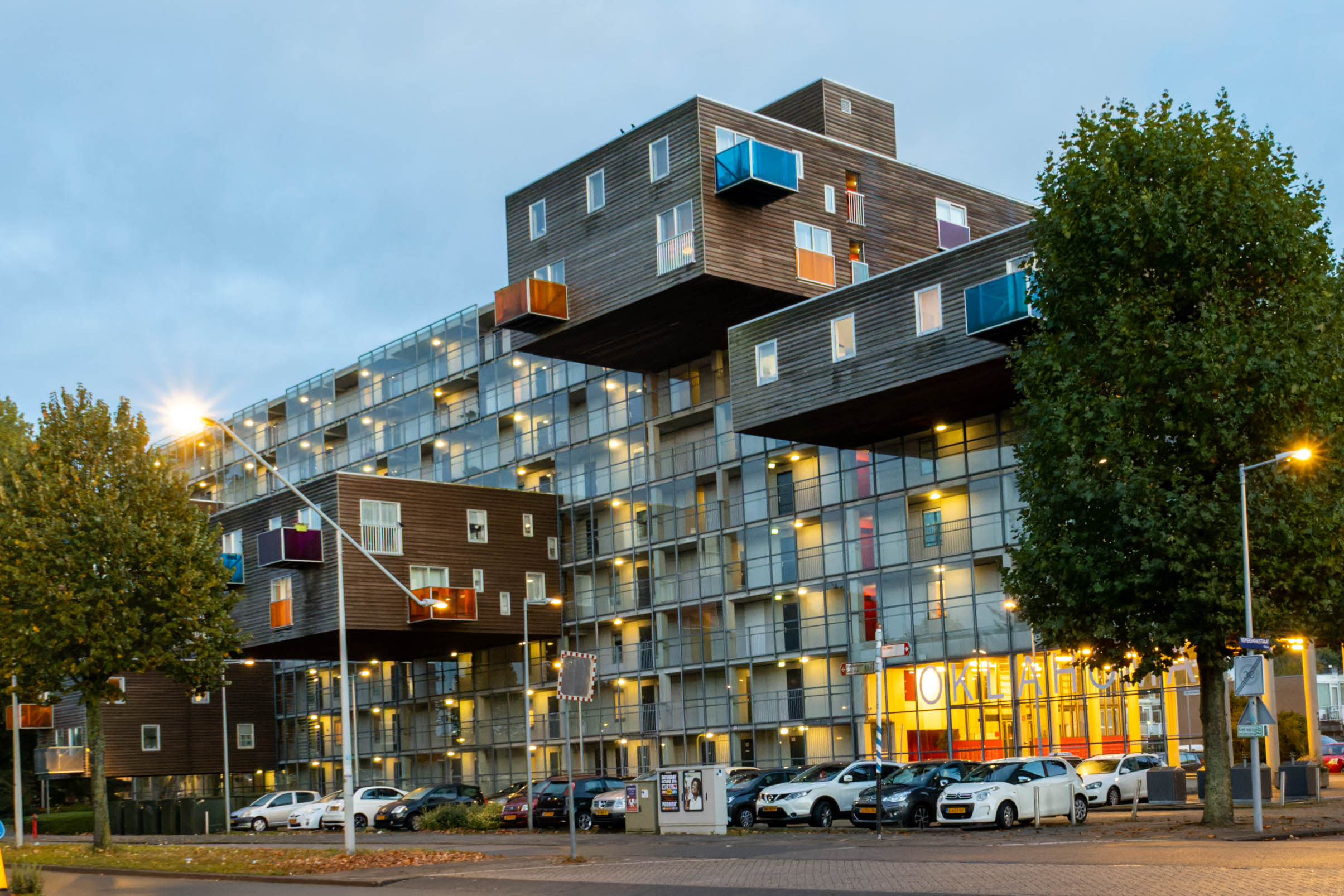
Wohnblock WoZoCo, Amsterdam, 1997.

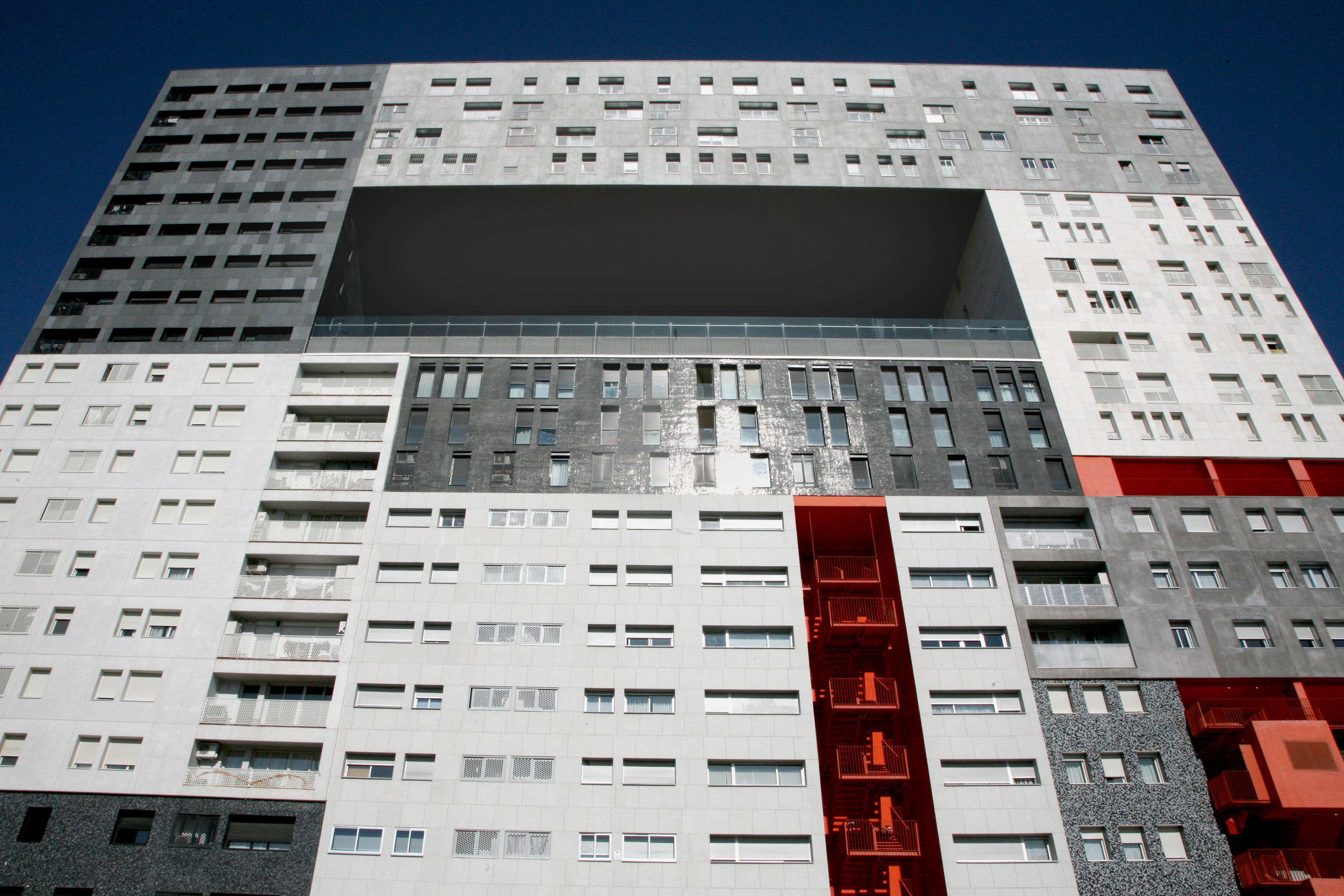
Wohnblock Mirador à Madrid, 2005

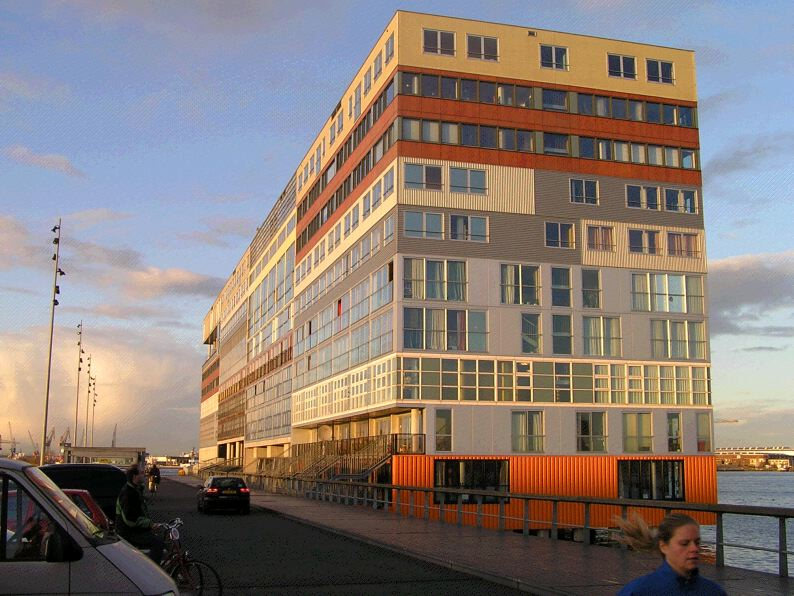
Silodam Amsterdam

MVRDV ist ein niederländisches Architekturbüro, das 1993 in Rotterdam gegründet wurde. MVRDV steht als Abkürzung für die Nachnamen der Architekten Winy Maas, Jacob van Rijs und Nathalie de Vries. MVRDV ist bekannt für experimentelle Formgebung und hat einen großen Anteil an der Erneuerung der niederländischen Architektur.

## Gründung
Maas, Van Rijs und De Vries machten 1990 ihr Architekturdiplom an der TU Delft. Winy Maas studierte darüber hinaus Stadtplanung. Vor der Gründung von MVRDV arbeiteten Maas und Van Rijs unter anderem für das Office for Metropolitan Architecture von Rem Koolhaas.
Maas, Van Rijs und De Vries nahmen zusammen an Europan 2 in Berlin teil, einem Wettbewerb von ca. 20 Ländern für junge Architekten und Stadtplaner. Die drei gewannen mit ihrem Entwurf Berlin Voids und beschlossen auch weiterhin zusammenzuarbeiten. So gründeten sie das Büro MVRDV, das sich neben Bauentwürfen mit Stadtplanung und Landschaftsarchitektur beschäftigt und Publikationen darüber veröffentlicht. Inzwischen sind mehr als 30 Mitarbeiter beschäftigt.

## Bekannte Projekte

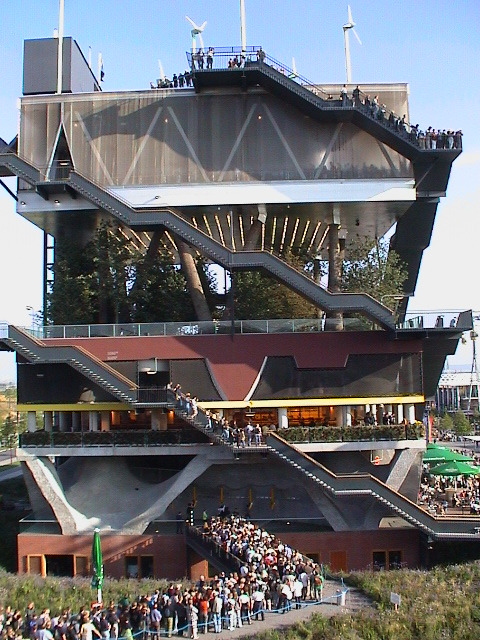
Der Holländische Pavillon zur Expo 2000

MVRDV wurde mit außergewöhnlichen Projekten schnell bekannt. 1993 entwarfen sie die Villa VPRO für den Rundfunk in Hilversum, die 1997 fertiggestellt wurde. Im selben Jahr wurde in Amsterdam ein aufsehenerregendes Wohnungsbauprojekt fertiggestellt, die 100 WoZoCos (aus dem niederländischen woonzorgcomplex). Aus der Hauptfassade des neunstöckigen Baus ragen monumentale Kuben bis zu elf Meter weit horizontal heraus. Diesen auskragenden Quadern sind wiederum bunte Balkone vorgelagert. Für diesen Bau erhielten MVRDV 1997 den Merkelbachprijs.
Für die Expo 2000 in Hannover entwarfen MVRDV den Pavillon der Niederlande. Sieben niederländische Landschaftstypen wurden in einem Bauwerk aufeinandergeschichtet. Damit nahmen sie ihr eigenes Markenzeichen auf, die Stapelung von Architektur, und thematisierten die Komplexität und Dichte der Niederlande architektonisch.
2002 wurde der Silodam in Amsterdam fertiggestellt, der direkt am Wasser liegt und an ein beladenes Containerschiff erinnert.
Das Wohnhochhaus Mirador in einem Madrider Vorort zeichnet sich durch einen markanten Durchbruch aus, auf dem sich eine Aussichts-Terrasse befindet.
Im Oktober 2014 eröffnete die Markthal in Rotterdam, eine Kombination aus Wohnbau und Markthalle. Auf der Innenseite des Gewölbes ist ein 11.000 m2 großes Gemälde angebracht, welches sich über den gesamten Bogen erstreckt. Das Gebäude ist 120 Meter lang, 70 Meter breit und misst am höchsten Punkt des Bogens 40 Meter.

## Wiedererkennbarkeit

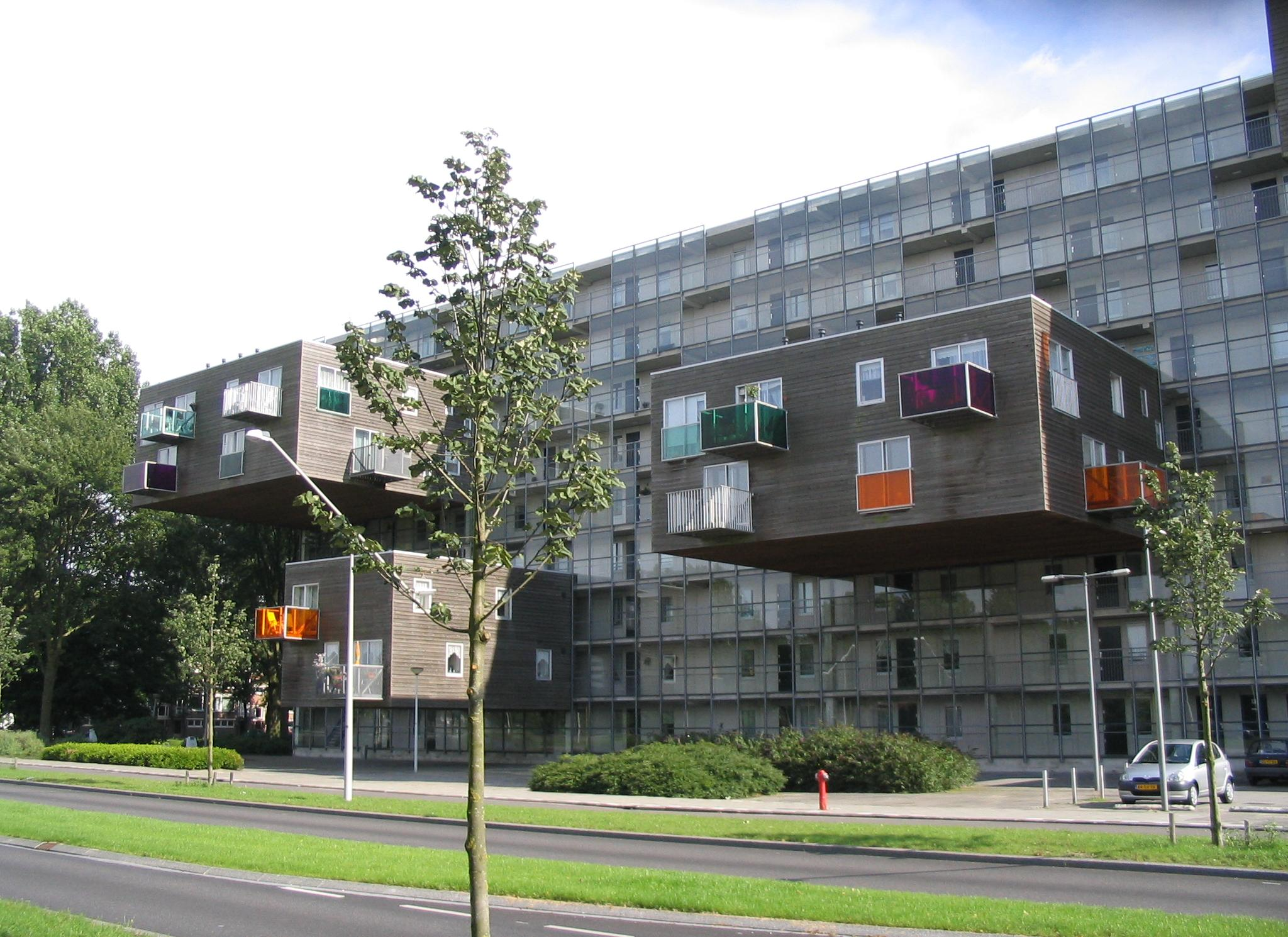
WoZoCo in Amsterdam

Auffallende wiederkehrende Elemente im Werk von MVRDV sind Stapelungen in verschiedenen Varianten. Dadurch entstehen große Blöcke, die eine Antwort auf einen zentralen Aspekt ihrer Untersuchungen geben: Die zunehmende Bebauungsdichte der Städte, nicht zuletzt in den Niederlanden.

## The Why Factory
In Zusammenarbeit mit der TU Delft betreibt MVRDV das Forschungsprojekt “The Why Factory” (kurz “t?f”). Die Studierenden erarbeiten neue Wege und Szenarien für die Entwicklung gegenwärtiger Städte. Das Forschungsprojekt besteht aus unabhängigen Studios, Doktoratsklassen, Workshops und Debatten. In Kooperation mit dem niederländischen Verlag nai010, veröffentlichte “The Why Factory” mehrere Bücher in der Future Cities-Reihe. Leitender Professor des Studios ist Winy Maas.

## Bauwerke
- 1997: Villa VPRO, Hilversum[6]
- 1997: WoZoCo, Amsterdam[7]
- 2000: Expo 2000 Pavillon, Hannover[8]
- 2003: Silodam, Amsterdam[9]
- 2003: Bjørvika Barcode, Oslo[10]
- 2005: Barcode-House, München-Solln
- 2005: Mirador, Madrid
- 2005: Frøsilo, Kopenhagen[11]
- 2012: Boekenberg, Spijkenisse[12]
- 2013: Glass Farm, Schijndel[13]
- 2014: Markthal, Rotterdam[14]
- 2015–2017: Seoullo 7017, Seoul, Südkorea
- 2017: Binhai-Bibliothek, Volksrepublik China[15]
- seit 2017: Hamburg Innovation Port, Hamburg-Harburg[16]
- 2019: Werk 12, München mit Nuyken von Oefele
- 2020: La Part Dieu, Lyon[17]
- 2022: die beiden, jeweils 50 Meter hohen Hochhaustürme Tuxens Tårn und Grønlunds Tårn in Carlsberg (Kopenhagen)

## Auszeichnungen und Preise
- 2006: Anerkennung – Holzbaupreis Bayern für Barcode-House, München-Solln

## Veröffentlichungen
- Winy Maas, Jacob van Rijs, Richard Koek (Hrsg.): FARMAX. excursions on density. MVRDV. 010 Publishers, Rotterdam 1998, ISBN 90-6450-266-8 (englisch).
- Metacity-Datatown. MVRDV. 010 Publishers, Rotterdam 1999, ISBN 90-6450-371-0 (englisch).
- Winy Maas: Costa Iberica. Upbeat to the leisure city. MVRDV. Actar, Barcelona 2000, ISBN 84-95273-19-5 (englisch).
- Winy Maas (Hrsg.): KM3. Excursions on capacities. Actar, Barcelona 2005, ISBN 84-95951-85-1 (englisch).
- MVRDV, The Why Factory (Hrsg.): The vertical village. Individual, informal, intense (= Future cities series. Nr. 4). NAi Publishers, Rotterdam 2012, ISBN 90-5662-844-5 (englisch).